# 过氧化物酶体增殖物活化受体γ
过氧化物酶体增殖物活化受体γ（Peroxisome proliferator-activated receptor gamma ，缩写为PPAR-γ或PPARG），也称胰島素增敏劑受体（glitazone receptor），或 NR1C3（意为核受体第一亚科C集团第3号，nuclear receptor subfamily 1, group C, member 3）是一种位于人类染色体上的二型核受体，由PPARG基因编码。对脂肪细胞和胰岛素有重要的作用，是治疗糖尿病的研究对象之一。